# Phryganopsyche
Phryganopsyche är ett släkte av nattsländor. Phryganopsyche ingår i familjen Phryganopsychidae.
Phryganopsyche är enda släktet i familjen Phryganopsychidae.
Kladogram enligt Catalogue of Life:
| Phryganopsyche | \| \| Phryganopsyche brunnea \| \| \| \| \| \| Phryganopsyche cornuta \| \| \| \| \| \| Phryganopsyche latipennis \| \| \| \| |
|                | \| \| Phryganopsyche brunnea \| \| \| \| \| \| Phryganopsyche cornuta \| \| \| \| \| \| Phryganopsyche latipennis \| \| \| \| |
|                | Phryganopsyche brunnea |
|                | |
|                | Phryganopsyche cornuta |
|                | |
|                | Phryganopsyche latipennis |
|                | |